# 陈三才
陈三才（1902年8月4日—1940年10月2日），名定达，号偶卿，江苏昆山人。中华民国实业家、慈善家，抗日烈士。他曾任清华同学会会长、联青社社长、上海北极电器公司经理。1931年参与发起组织中国工程师学会。抗日战争期间，陈三才投身抗日活动，因策划刺杀汪精卫失败而被汪精卫国民政府杀害。

## 生平
1902年8月4日，陈三才出生于清朝江苏省昆山县锦溪镇下塘街，1916年毕业于江苏省立第二中学（今苏州市第一中学），同年保送清华学校（今清华大学）中等科，在清华期间，他活跃于文体活动，曾任军乐队成员、篮球队主力，并参与自编自导英语小剧。1919年五四运动期间，陈三才曾与同学参与示威游行，声援被捕学生。1920年，陈三才毕业后赴美留学。
1920年，陈三才赴美国伍斯特理工学院（WPI）攻读电气工程，期间任留美学生会主席，并担任校足球队、网球队队长。1924年毕业后进入西屋电气公司实习，研习冷藏与电气技术，成为美国工程师学会会员。1926年陈三才回国后，在上海创办北极电气冰箱公司，任总经理，代理美国“弗里吉代尔”冰箱等产品，同时参与组建中国工程师学会。
1931年九一八事变后，陈三才投身抗日活动。1932年一二八事变期间，他协助国军构筑防御工事，并捐赠物资。1940年3月30日，汪精卫与日本合作，于南京另立国民政府，陈三才愤而策划刺杀汪精卫的行动，他斥资购买枪械、毒药等工具，并试图通过收买医院护士毒杀汪精卫，但因计划泄露，于1940年7月被汪精卫国民政府“76号”特务逮捕。被捕后，陈三才遭受酷刑。同年10月2日，被汪精卫国民政府杀害于在南京雨花台，时年39岁。

## 纪念
陈三才逝世后，蒋中正亲书“烈并常山”题词对陈三才的抗日之举表示褒奖。1947年，昆山县立昆山中学在（今江苏省昆山中学）校园内修建“忠烈祠”，并立碑公祭。2001年清华大学九十周年校庆之际，陈三才的名字被刻入清华英烈纪念碑。2014年12月，中华人民共和国江苏省民政厅追认陈三才为烈士。